# Distretto di Sandu
Il distretto di Sandu è un distretto del Gambia nella Divisione dell'Upper River con 18.321 abitanti al censimento del 2003.

## Società

### Evoluzione demografica
In base ai dati del censimento 1993 la popolazione del distretto era così suddivisa dal punto di vista etnico:
| Etnia       | Abitanti | %     |
| ----------- | -------- | ----- |
| Mandingo    | 5.306    | 37,28 |
| Fulani      | 3.932    | 27,63 |
| Wolof       | 18       | 0,13  |
| Jola        | 11       | 0,08  |
| Serahule    | 4.868    | 34,21 |
| Altre etnie | 96       | 0,67  |